# Mettauer Überschiebung
Die Mettauer Überschiebung ist eine von Südwest nach Nordost streichende, tektonisch bedingte Überschiebung und als solche eine Störungszone in der Erdkruste am Hochrhein im Kanton Aargau und im Landkreis Waldshut.

## Entstehung
Die Mettauer Überschiebung liegt über dem Grundgebirge und besteht aus triassischen Gesteinsschichten, die sich von Mettau aus über den Rhein bis nach Waldshut-Tiengen verfolgen lassen. Sie ist älter als die Mandacher Störung, die während der pliozänen Jurafaltung entstand. Die Mettauer Überschiebung gründet im Grabensystem des Perm, an deren Nordrand im Unterkarbon der Bonndorfer Graben und der Lenzkircher Graben entstanden. Weitere markante tektonische Strukturen im Hotzenwald sind die Bruchzone von Wehr, die Vorwaldstörung und die Eggbergverwerfung.
Die Gesamtheit der Brüche, Schollen, Gräben, Verwerfungen und Überschiebungen wird auch als Südschwarzwälder Hauptbewegungszone bezeichnet. Die ursprüngliche Bildung wird als variskisch angenommen. Nach langer Ruhephase entstanden im Jura Senkungen, zu Beginn des Tertiärs erfolgte noch Abtragung und die Einsenkung des Oberrheingrabens. Im Miozän und Pleistozän folgten Hebungen, die sich im Tertiär und Quartär fortsetzten und bis heute andauern, der Schwarzwald (Feldberg) hob sich auf rund 1000 Meter an (2 bis 5 mm pro Jahrzehnt, bezogen auf das Oberrhein-Niveau, Messung von 1967).